# Aurora (hrabstwo Florence)
Aurora – miasto w Stanach Zjednoczonych, w stanie Wisconsin, w hrabstwie Florence.